# Partita di golf
Una partita di golf consiste in uno o più giri convenzionali del campo, cioè uno o più giri di 18 buche, effettuati in conformità con le Regole del golf ed all'interno di una gara ufficiale. Si può giocare con vari metodi di assegnazione del punteggio.

## Gara Stroke Play
Una gara stroke play è una gara dove vengono contati i colpi eseguiti in ogni buca, tenendo conto dell'handicap del giocatore. Esistono vari tipi di gare stroke play: le più comuni sono le gare Medal e Stableford. Nella gara Medal, la formula più frequente in campo professionistico, si segnano i colpi eseguiti ad ogni buca ed il giocatore che conclude il giro con meno colpi vince la gara. Nel caso di gare con dilettanti, per calcolare il punteggio netto di ogni giocatore si sottrae semplicemente il valore dell'handicap del giocatore al numero lordo di colpi eseguiti.
La variante Stableford, che viene sempre più spesso utilizzata fra i dilettanti, associa un punteggio per ogni numero di colpi eseguiti in una buca, tenendo conto dell'handicap. Non si è obbligati a terminare la buca una volta che risulti impossibile segnare dei punti. Questa formula di gara permette di recuperare con meno difficoltà una buca difficile, dove nella variante Medal è invece possibile perdere in una sola volta numerosi colpi.

## Gara Match Play
Una gara match play è una gara in cui vengono contate il numero di buche vinte da un giocatore. Al termine di ogni buca, il giocatore che ha effettuato meno colpi, in base anche al suo handicap, vince la buca. Chi conclude il giro con più buche vinte, vince la gara. Il vantaggio di un giocatore sull'altro viene definito come numero di buche up; ad esempio, se un golfista ha vinto 3 buche, persa 1 e pareggiato le altre allora è 2 up. Un giocatore che ha tante buche up quante ne rimangono da giocare è dormie, e non può più perdere la partita, ma solo vincere o pareggiare.

## Gare a squadre
Esistono numerosi altri tipi di gare di golf. Le seguenti sono quelle più comuni.

### Four-Ball
Ogni giocatore è in coppia con un altro giocatore, ed entrambi giocano la propria palla. Per ogni buca, viene considerato solo il punteggio minore della coppia ai fini del calcolo finale. Questa gara si chiama Four-Ball perché in genere si gioca con coppie unite a due a due, e quindi con quattro palle: in italiano viene tradotta con il nome di "4 palle la migliore" o 4 p.l.m. Esiste anche la versione Three Ball, dove una coppia gioca contro un giocatore singolo, ma ovviamente in questo caso la coppia è molto avvantaggiata.

### Greensome/Foursome
In una gara Greensome ("miglior palla") si gioca in genere in coppia. Ambedue i giocatori della coppia eseguono il primo colpo (tee shot), ma se ne sceglie solo uno (la best ball) e si prosegue alternandosi. Nella Bloodsome, variante meno frequente e possibile solo in match play, è la coppia avversaria a decidere quale palla va giocata. 
Nella gara Foursome, al plurale Foursomes, ci si alterna anche nell'eseguire il primo colpo dal tee. Così un giocatore giocherà per primo le buche dispari e l'altro le buche pari. Nella variante double foursome entrambi i giocatori giocano dal tee e si continuano ad alternare nel gioco delle due palline fino a imbucarle.
Queste gare di solito sono  giocate nella variante del match play (una coppia contro un'altra) in competizioni internazionali come la Ryder Cup, il Seve Trophy e la Presidents Cup, ma possono venir giocate anche come stroke play.

### Louisiana
La gara Louisiana (scramble in inglese) viene eseguita di norma in coppia, ed è la gara di golf più facile. Ambedue i giocatori eseguono il tee-shot, e viene scelta la miglior palla. Tutti e due i giocatori successivamente giocheranno dallo stesso punto, e si sceglierà ancora la miglior palla, fino ad arrivare alla buca. In questo tipo di gara però l'handicap dei giocatori viene sensibilmente diminuito. La Louisiana può anche essere giocata in squadre più numerose, fino a 5 giocatori per team. In questo caso ognuno effettua il primo colpo, si sceglie il migliore e da lì effettuano il secondo colpo tutti i giocatori della squadra ad esclusione di colui che ha effettuato il colpo precedente e così fino ad imbucare.